# Santiago Peláez
Santiago Peláez (Madrid, 25 de julio de 1948) es un periodista español, especializado en información deportiva.

## Biografía
Licenciado en la primera promoción de la Facultad de Ciencias de la Información, en la Universidad Complutense.
Comenzó su andadura profesional en la revísta "La Actualidad Española" en la que publicó entre otros muchos reportajes una serie dedicada a "Las cárceles españolas por dentro".
Empezó a trabajar en Televisión Española y en Radio Nacional de España en el año 1973. 
En 1978, presentó los Deportes en el Telediario 1.ª Edición, dirigido por Ladislao Azcona. Más tarde lo hizo con Pedro Macía en la Primera Cadena. Y en la Segunda fue el responsable del Deporte en el Telediario de Joaquín Arozamena.
También trabajó en televisión en los años setenta, presentando el programa Polideportivo de TVE, entre 1976 y 1978 y más adelante, en noviembre de 1979 y hasta 1981 asumió primero la presentación y después la dirección  del espacio 625 líneas, junto a Marisa Medina e Isabel Borondo. A partir de ese momento, centró su actividad profesional en el mundo de la radio.
Ha sido director del programa Radiogaceta de los deportes de Radio Nacional de España entre 1981 y 1988. 
Ese año, 1988, fue nombrado Jefe de Deportes de RNE cargo que desempeñó durante dos años, hasta hacerse cargo 
del magazine Así como suena, en las mañanas de Radio 1.  También dirigió y presentó el espacio "Va por Usted" en la tarde de los sábados y domingos del verano.
Luego volvió  a Radiogaceta de los deportes. Desde septiembre de 2000 y hasta 2000 presenta el programa  Tablero deportivo  también en RNE. "A punto" y los boletines deportivos de Radio 5.
A lo largo de los años en los que trabajó en RTVE estuvo informando para uno u otro medio en los Mundiales de Fútbol de Argentina, 1978; España 1982; México 1986; Italia 1990; Estados Unidos 1994; Francia 1998; Corea-Japón 2002.
Asimismo cubrió la información de los Juegos Olímpicos de Los Ángeles, 1984; Seúl, 1988 - como Jefe de Deportes de RNE- España, 1992; Atlanta 1996; Sídney 2000; y los Paralímpicos de Atenas en 2004.
También acudió a informar de varios Mundiales de Atletismo, como Tokio 1991 y París 2003. Los Europeos de Valencia 1988 y Madrid 2005.
En marzo de 2007, se convirtió en uno de los trabajadores de RTVE prejubilado. En noviembre de ese año se hizo cargo de la Jefatura de Relaciones Externas del Ayuntamiento de Boadilla del Monte, cargo que dejó dos, años, después para, dedicarse a, su nuevo oficio, el de escritor].
Ha sido colaborador de los periódicos Diario 16 y El Mundo. 
Es el autor del libro: Juanito, Asalto mortal, dedicado al futbolista del Real Madrid, tras su muerte. El libro fue publicado por la Editorial Babilonia. Y fue el director Ejecutivo de la "Enciclopedia Universal del Fútbol" publicada en esa misma Editorial.
En octubre de 2021 publicó su primer libro de memorias:" Así como suena", en el que recoge historias y anécdotas muy personales con los grandes personajes con los que coincidió a lo largo de su trayectoria tanto en prensa, como radio o televisión : Dali, Maradona, Di Stéfano, Bernabéu, Ana Rosa Quintana, Félix Rodríguez de la Fuente,Samaranch, Fernando Alonso, Márquez, Nadal,Ángel Nieto, Urtain,Matias,Prats padre, Joaquín Ramos,Joaquín Diaz, Palacios etc
Pronto saldrá a la venta el segundo libro de.memorias que completará la visión del mundo periodístico de los, años 80,90 y 2000.
También ha publicado con la, editorial Sekotia en 2022 el libro "El Campesino, un volcán indomable", que es una biografía actualizada sobre el general republicano más sanguinario de la guerra civil española. 
Actualmente colabora con artículos de opinión "con acento" , en el periódico La, Opinión de Murcia. Y en la, Cope. 
- Datos: Q6121089